# 生精小管
生精小管（英語：seminiferous tubule；又称精小管、细精管或曲细精管）位于睾丸，是减数分裂特定位置并继而制造配子（即精子）。
生精小管的上皮由支持细胞或称塞爾托利氏細胞组成，这种细胞呈高桶形排列于生精小管之上。
位于塞爾托利氏細胞之间的是生精细胞，后者通过减数分裂分化为精子。
有两种类型的生精小管：曲生精小管与直生精小管，前者位于侧边而后者位于中侧以形成出睾丸的出口通道。
生精小管是由原始生殖腺索发生而成的，髓索发育为生精小管且次级性索退化。腺索由生殖腺嵴发生形成。是男性体内不可缺少的部分。

## 附图

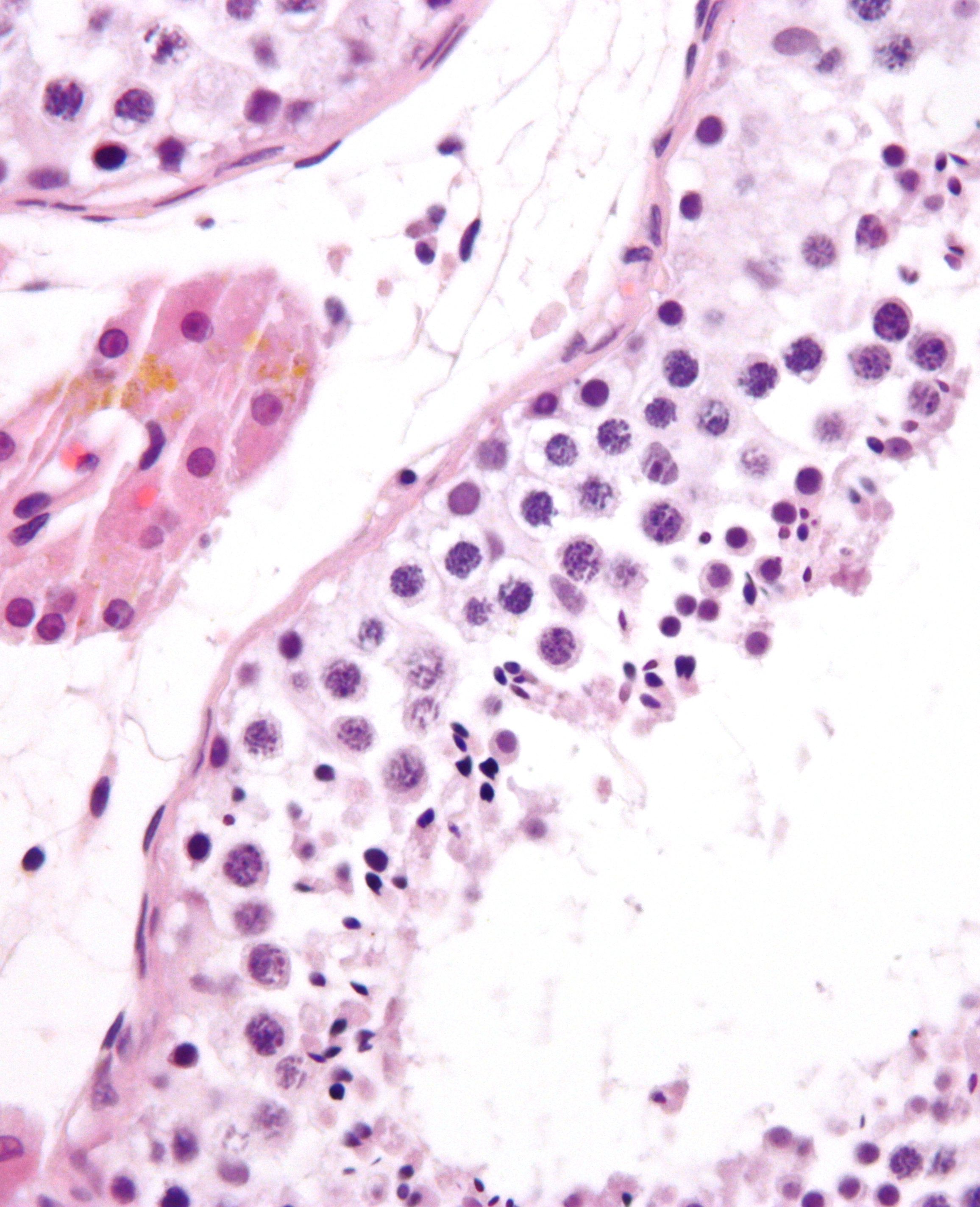
生精小管（右侧）与精子（黑色、小型、卵形体），苏木精-伊红染色。
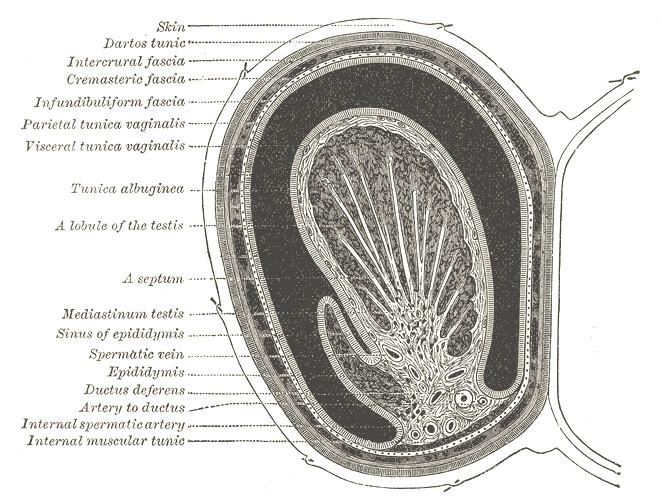
从阴囊左侧以及左睾丸进行的横切面（中间可见生精小管，但未标注出来）